# Arravani
Arravani är en hästras av ponnystorlek (under 148 cm) som härstammar från Grekland. Rasen används främst som ridhästar för barn och ungdomar och är mest känd för sina extra gångarter, en bekväm flytande passgång och en tölt. Idag finns ett ganska stort antal Arravaniponnyer i Grekland och även i Tyskland. 

## Ursprung
Arravaniponnyer har funnits i Grekland i ca 3000 år och härstammar från bergsponnyer från de grekiska bergen i Tessalien. Under flera tusen år har dessa bergsponnyer utvecklats och förfinats genom inkorsningar av bland annat arabiska fullblod från bland annat Egypten och Turkiet. Många av de grekiska hästraserna som messaraponnyn och peneiaponnyn utvecklades ur dessa bersgponnyer och med hjälp av arabiska inkorsningar. 
Under Antiken var många beroende av hästar som var bekväma att rida och som klarade av att bära sina ryttare under långa distanser. Arravaniponnyernas extra gångarter gjorde att de blev populära som ridhästar och det arabiska inflytandet gav hästarna en otrolig uthållning. Många av Arravaniponnyerna användes som transportdjur som lätt kunde dra tung last över stenig och bergig mark. De kommande århundradena skulle Arravaniponnyerna även användas inom lätt jordbruk och många hästar såldes även till Tyskland där de var populära som ridhästar. 
Under Andra världskriget försvann efterfrågan på hästar som transportdjur då dessa ersattes med bilar och andra motordrivna fordon. Arravanihästarna höll på att dö ut när de även blev överflödiga som jordbrukshästar när jordbruken mekaniserades. Istället såldes många arravaniponnyer till Italien där de slaktades och användes i köttproduktion. 
Idag har beståndet ökat i Grekland men det finns bara ca 200-300 ponnyer som har alla fem gångarterna. Däremot har nästan alla övriga hästar i alla fall en av de extra gångarterna, antingen passgången eller tölten. Det finns även en del arravaniponnyer i Tyskland, men idag finns bara 2 godkända avelshingstar och 12 ston i den tyska uppfödningen. I Tyskland har ca 100 renrasiga arravaniponnyer fötts upp sedan år 2000. Idag är ponnyerna även skyddade av den grekiska regeringen i sitt hemland.

## Egenskaper
Arravaniponnyn är något ädlare än många andra grekiska raser och hos vissa hästar syns det arabiska inflytandet tydligt. Arravaniponnyerna är mest kända för sina extra gångarter och likt Islandshästen är de hästar som har både de extra gångarterna mest eftertraktade, men vanligast är att Arravaniponnyerna enbart besitter tölten. 
Arravaniponnyerna har en något kvadratisk byggnad med långa ben, kort rygg och en kort hals. Mankhöjden kan variera kraftigt mellan 125 och 150 cm men medelhöjden ligger på 130-147 cm. Hästarna kan ha alla hela färger som fux, skimmel, svart och brun. Man och svans är tjocka med strävt tagel och man och pannlugg växer sig ofta riktigt långa. 
Arravaniponnyerna har en otrolig uthållning tack vare det arabiska inflytandet. Hästarna är robusta och har ett lugnt och medgörligt temperament. Arravaniponnyernas största problem är bakbenen som har en tendens att bli kohasiga. Men ponnyerna är säkra på foten och är populära på ridskolor i Grekland. 